# Friedrich Lang (Architekt, 1852)
Friedrich Lang (* 14. Oktober 1852 in Wiesbaden; † 10. März 1906 ebenda) war ein deutscher Architekt.

## Leben
Friedrich Lang wurde am 14. Oktober 1852 in Wiesbaden als Sohn eines angesehenen Pädagogen geboren. Nach seiner Ausbildung im Architekturbüro Euler und Koppen in Wiesbaden arbeitete Lang zunächst als Bauleiter. Im Jahr 1874, erst 22 Jahre alt, wurde er Mitinhaber des Architekturbüros Euler und Koppen. In den Jahren 1877 und 1878 arbeitete Lang als technischer Gehilfe beim Stadtbauamt Wiesbaden. 1883 erwarb er das Wiesbadener Bürgerrecht und gründete sein eigenes Architekturbüro.
Spätestens ab 1902 arbeitete er gemeinsam mit seinem Schwiegersohn, dem Architekten Albert Wolff; das Architekturbüro führten sie unter dem Namen Lang und Wolff.
Lang gehörte ab 1896 der Wiesbadener Stadtverordnetenversammlung an und war Mitglied in zahlreichen Vereinen und Verbänden dieser Stadt.
Im Jahr 1911, fünf Jahre nach seinem Tod, wurde eine Seitenstraße der Weinbergstraße in Wiesbaden nach ihm benannt.
Die Begründer des Architekturbüros Curjel & Moser, Robert Curjel und Karl Moser, lernten einander – wahrscheinlich 1885 oder 1886 – als Angestellte im Architekturbüro von Friedrich Lang in Wiesbaden kennen.

## Bauten (Auswahl)
- 1878: Wohnhaus für den Weinhändler Josef Pohl in Wiesbaden, Michelsberg 10 (als erstes eigenständiges Bauwerk Langs)[2]
- 1884–1885: Evangelische Lukaskirche in Vallendar (unter Denkmalschutz)
- 1887–1888: Glockenturm und Seitenschiff als Erweiterungsbauten der anglikanischen Kirche St. Augustine`s in Wiesbaden (erbaut 1863–1864 nach Plänen von Oberbaurat Götz)
Während eines Bombenangriffs im Februar 1945 wurde die Kirche schwer beschädigt und am 23. Januar 1966 brannte sie aufgrund eines Defekts im Heizsystem fast vollständig aus.[3]
- 1888: Wohn- und Geschäftshaus in Wiesbaden, Untere Albrechtstraße 16 (unter Denkmalschutz)
- 1888: evangelische Kirche in Rheinbrohl (Neogotik; unter Denkmalschutz)
- 1890: Wohn- und Geschäftshaus in Wiesbaden, Kirchgasse 60 / Mauritiusstraße 1 (unter Denkmalschutz)
- 1890–1891: Villa Rühl in Wiesbaden, Idsteiner Weg 23[4]
- 1894 veröffentlicht: Villa Biebricher Straße 10 in Wiesbaden[5]
- 1894 veröffentlicht: Villa „Klein aber Mein!“ in Wiesbaden, Biebricher Straße 12[6]
- 1894: Hotel Monopole–Metropole in Wiesbaden, Wilhelmstraße 8–10[2]
- 1895: Hotel Hamburger Hof für den Hotelier Wilhelm Maurer in Wiesbaden, Taunusstraße 11 / Geisbergstraße 1 (Bauantrag 1895; unter Denkmalschutz)[7]
- 1901: Villa Nördliches Nerotal 73 in Wiesbaden (unter Denkmalschutz)[2]
- 1902: Villa Nördliches Nerotal 75 in Wiesbaden (unter Denkmalschutz)[2]
- 1902–1906: Weiterbau des 1896 begonnenen Hotels Rose in Wiesbaden (gemeinsam mit seinem Schwiegersohn Albert Wolff)[2]
- 1905–1906: Kaufhaus Blumenthal in Wiesbaden, Kirchgasse 39/41 (gemeinsam mit Albert Wolff; nicht erhalten)[8]
- 1909 posthum fertiggestellt: Büro- und Geschäftshaus Tagblatt-Haus (heutiges Pressehaus) in Wiesbaden, Langgasse 21 (gemeinsam mit Albert Wolff und Hertel)[2] (in einer Mischung aus Neubarock und Jugendstil; eröffnet am 24. Oktober 1909)[9][10][11]

sowie undatiert:
- Villa in Wiesbaden, Schöne Aussicht 39[2]
- Villa in Wiesbaden, Kapellenstraße 67[2]
- Villa in Wiesbaden, Kapellenstraße 70[2]

nach Langs Tod von Albert Wolff (unter Beibehaltung des Büronamens Lang und Wolff?):
- 1910–1911: Doppelvilla Friedrich-Lang-Straße 1/3 in Wiesbaden

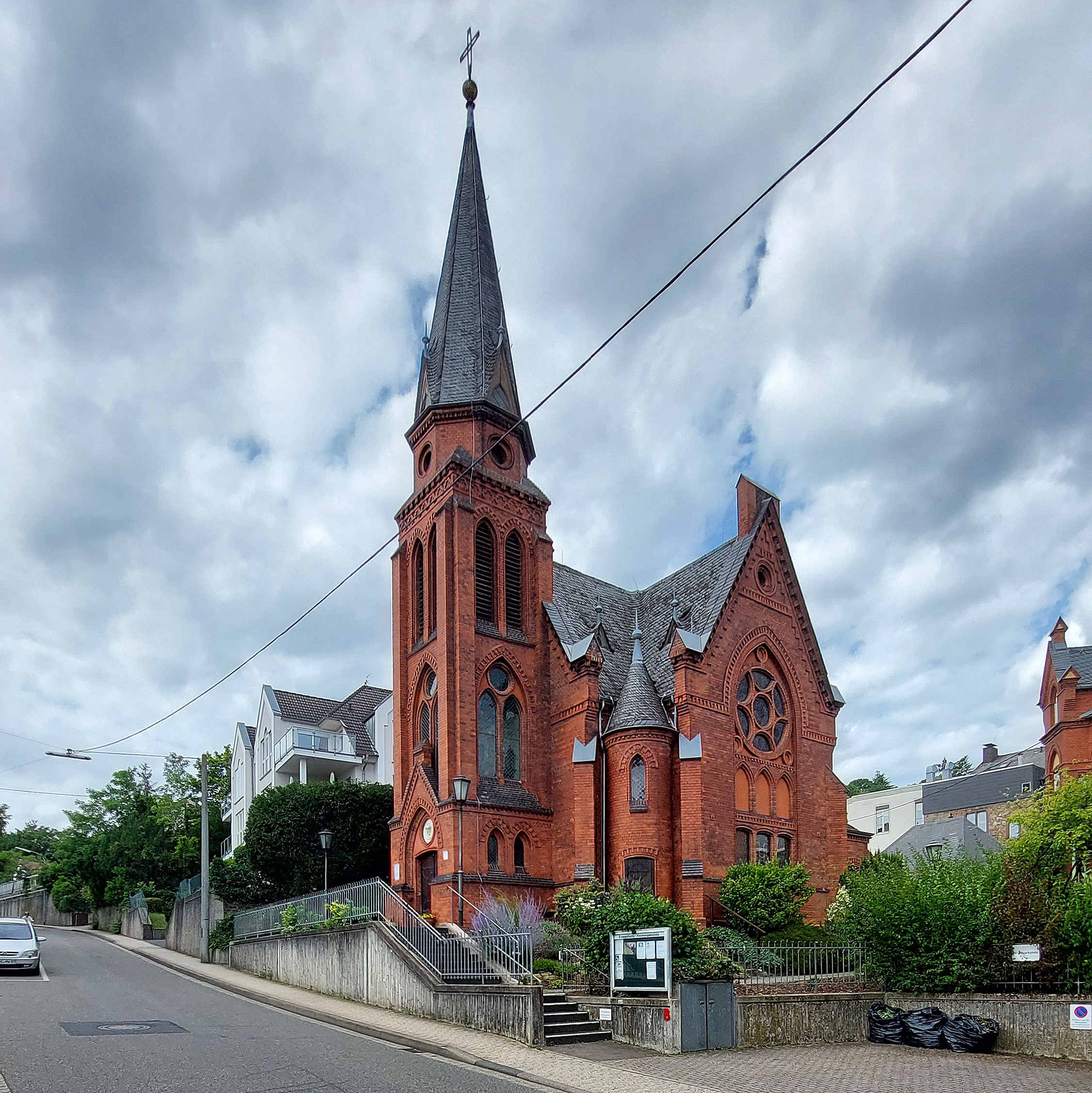
Evangelische Lukaskirche in Vallendar (1884–1885)
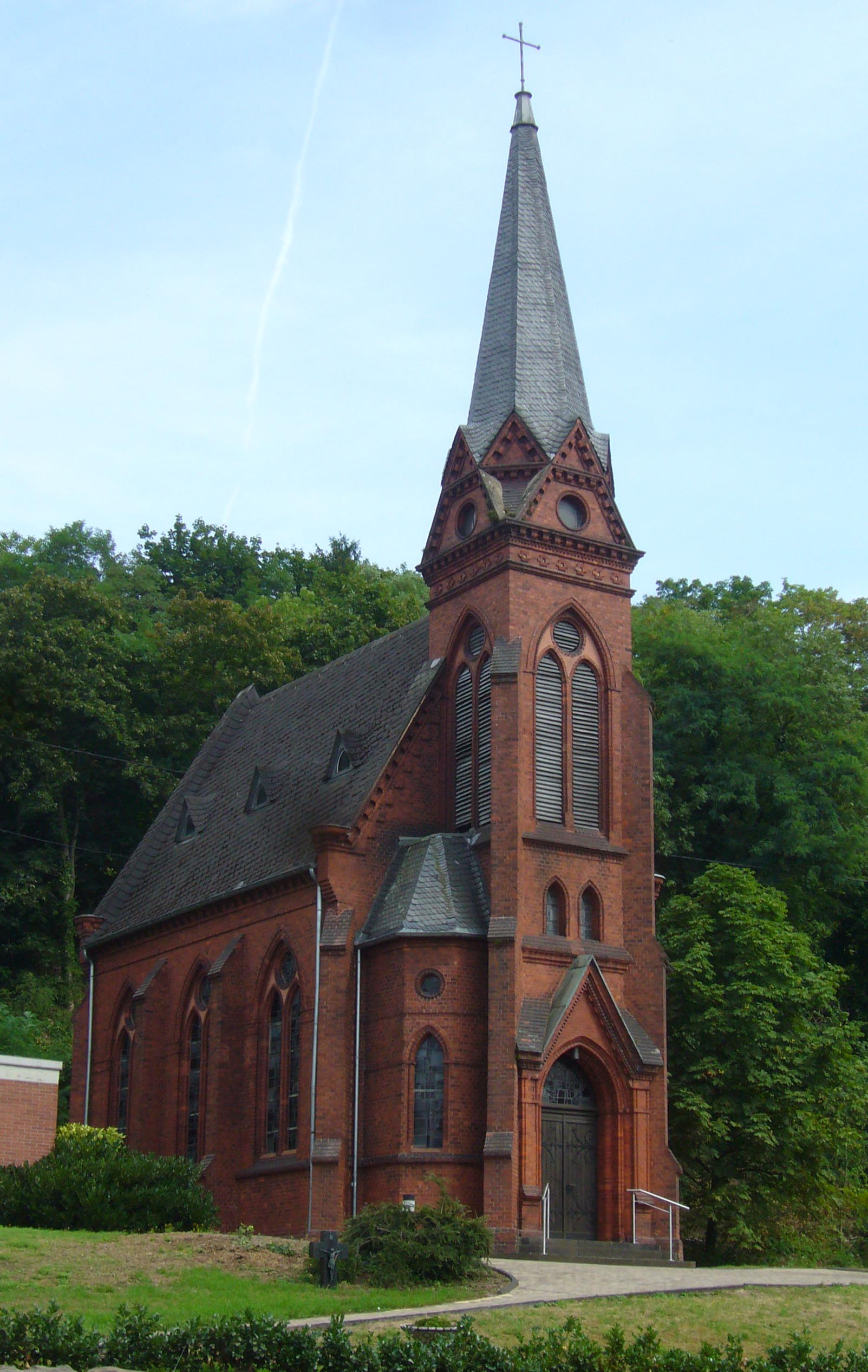
Evangelische Kirche in Rheinbrohl (1888)
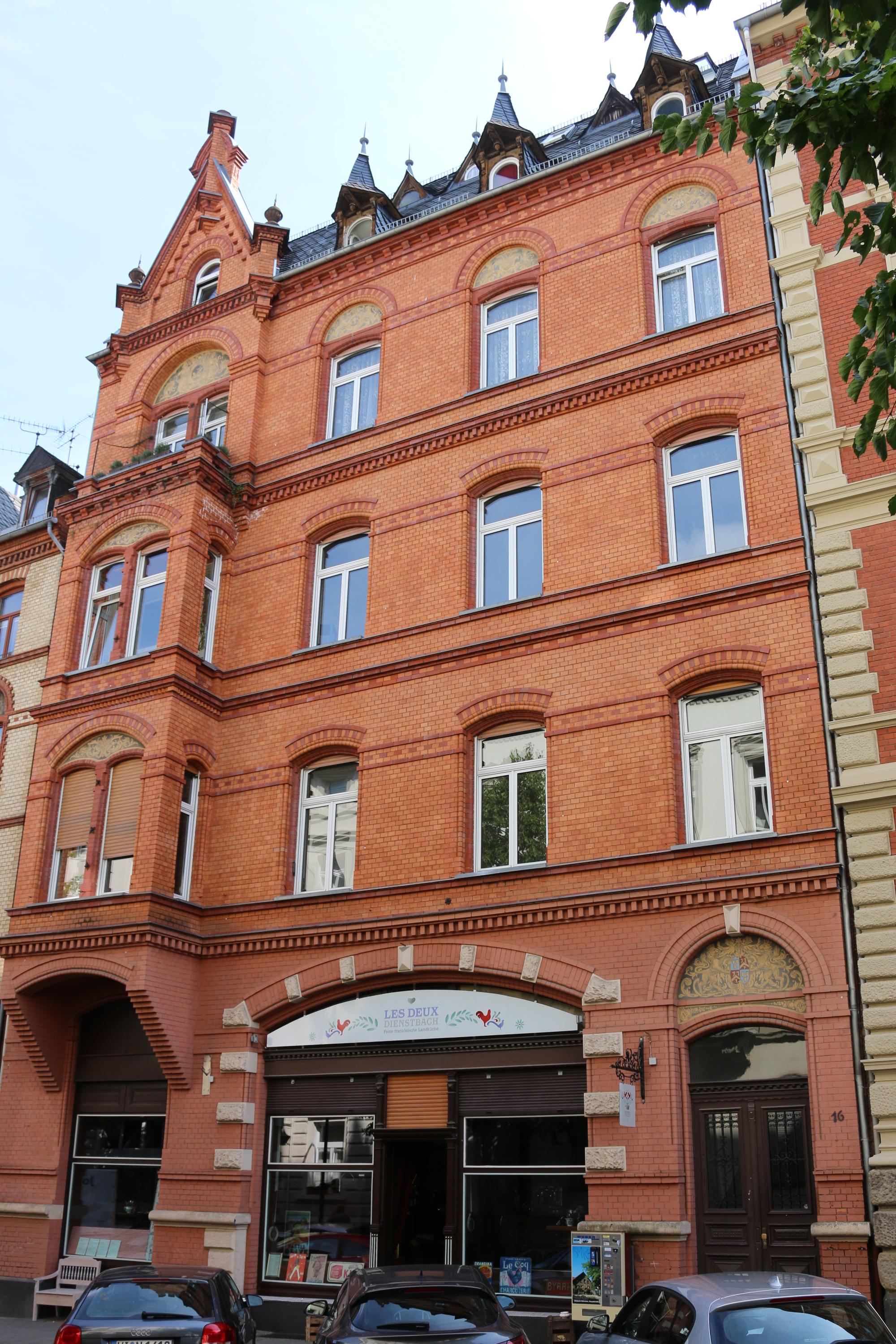
Wohn- und Geschäftshaus Untere Albrechtstraße 16 in Wiesbaden (1888)
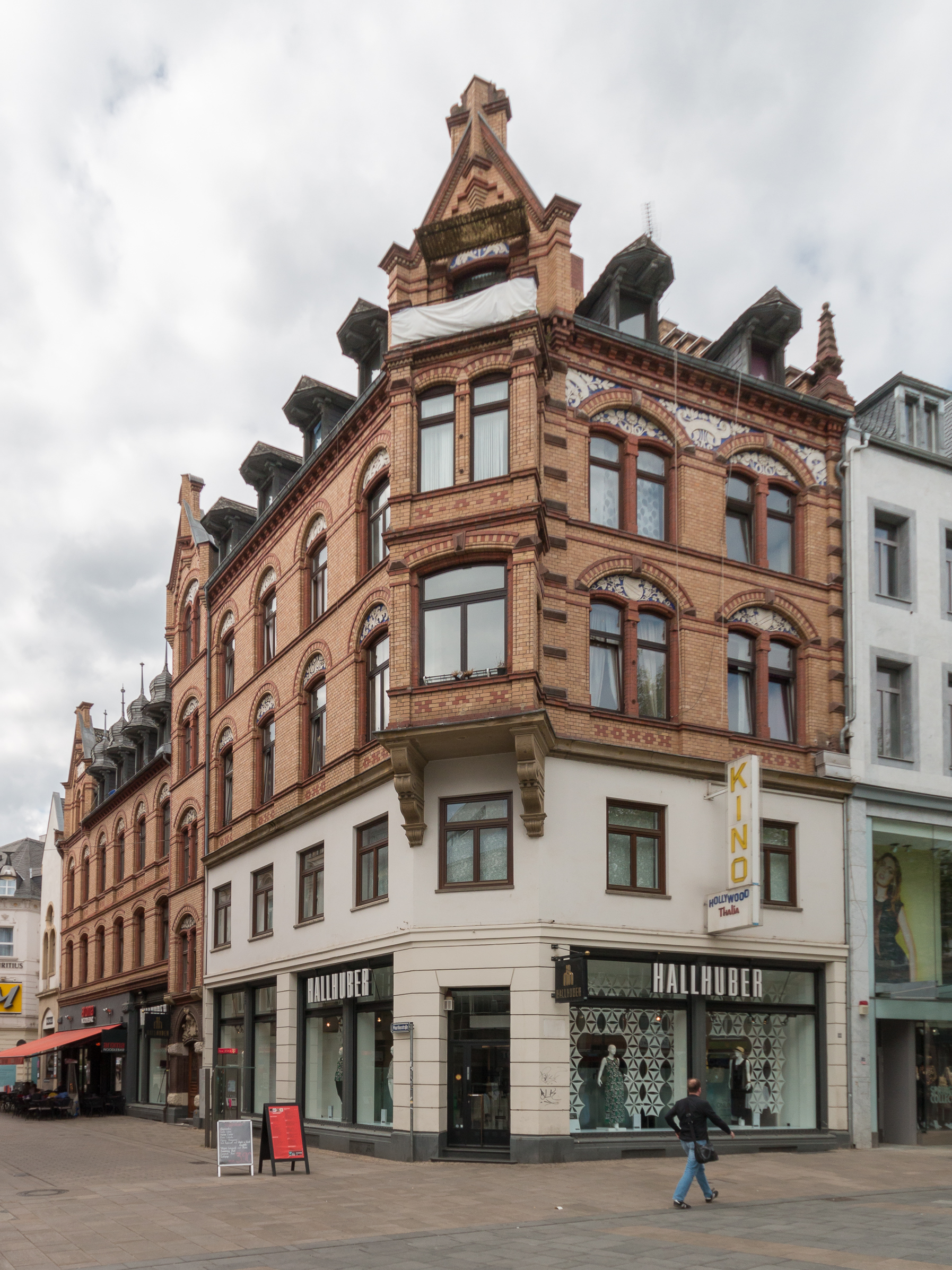
Wohn- und Geschäftshaus Kirchgasse 60 / Mauritiusstraße 1 in Wiesbaden (1890)
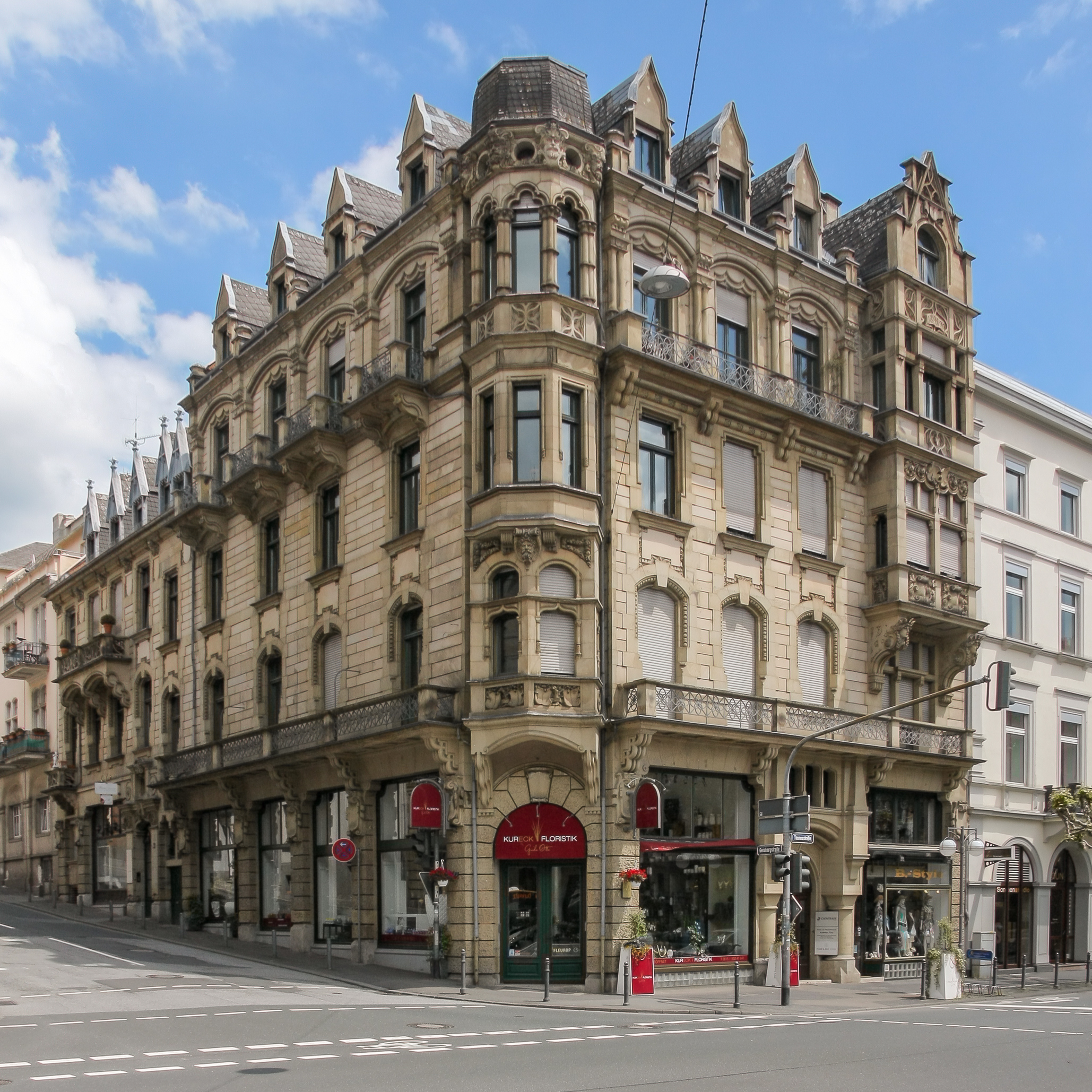
Ehemaliges Hotel Hamburger Hof in Wiesbaden (1895)
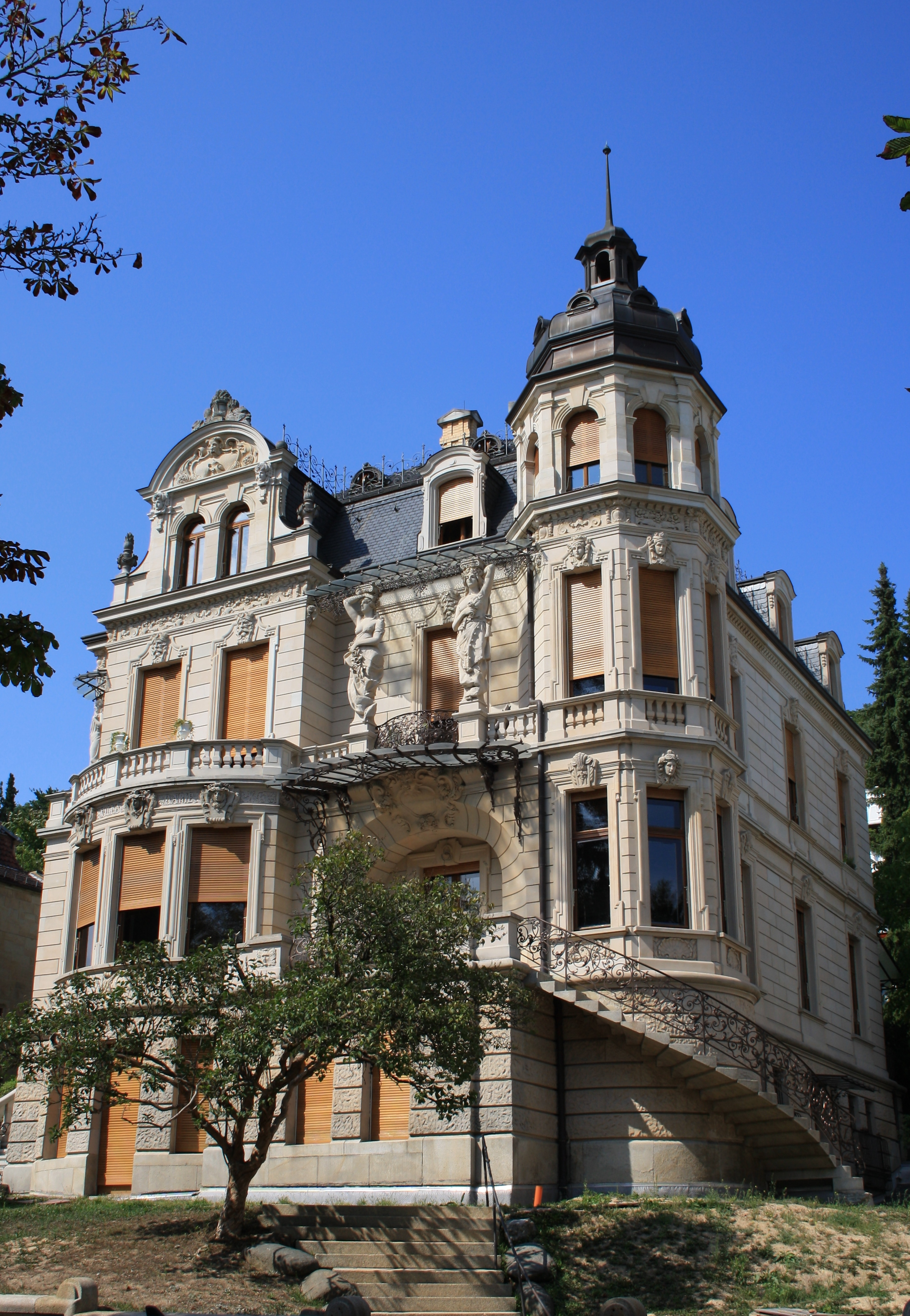
Villa Nördliches Nerotal 73 in Wiesbaden (1901)
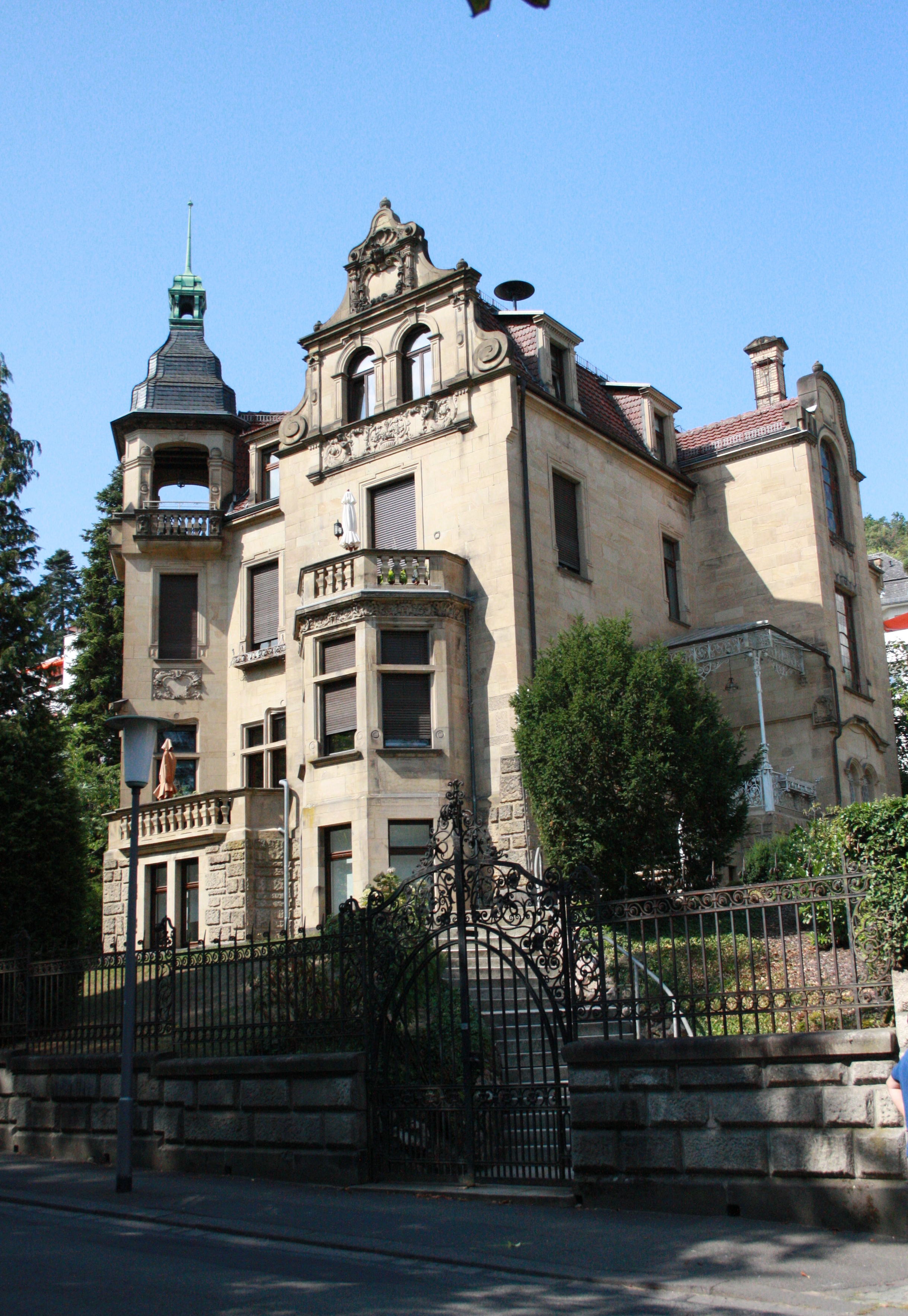
Villa Nördliches Nerotal 75 in Wiesbaden (1902)
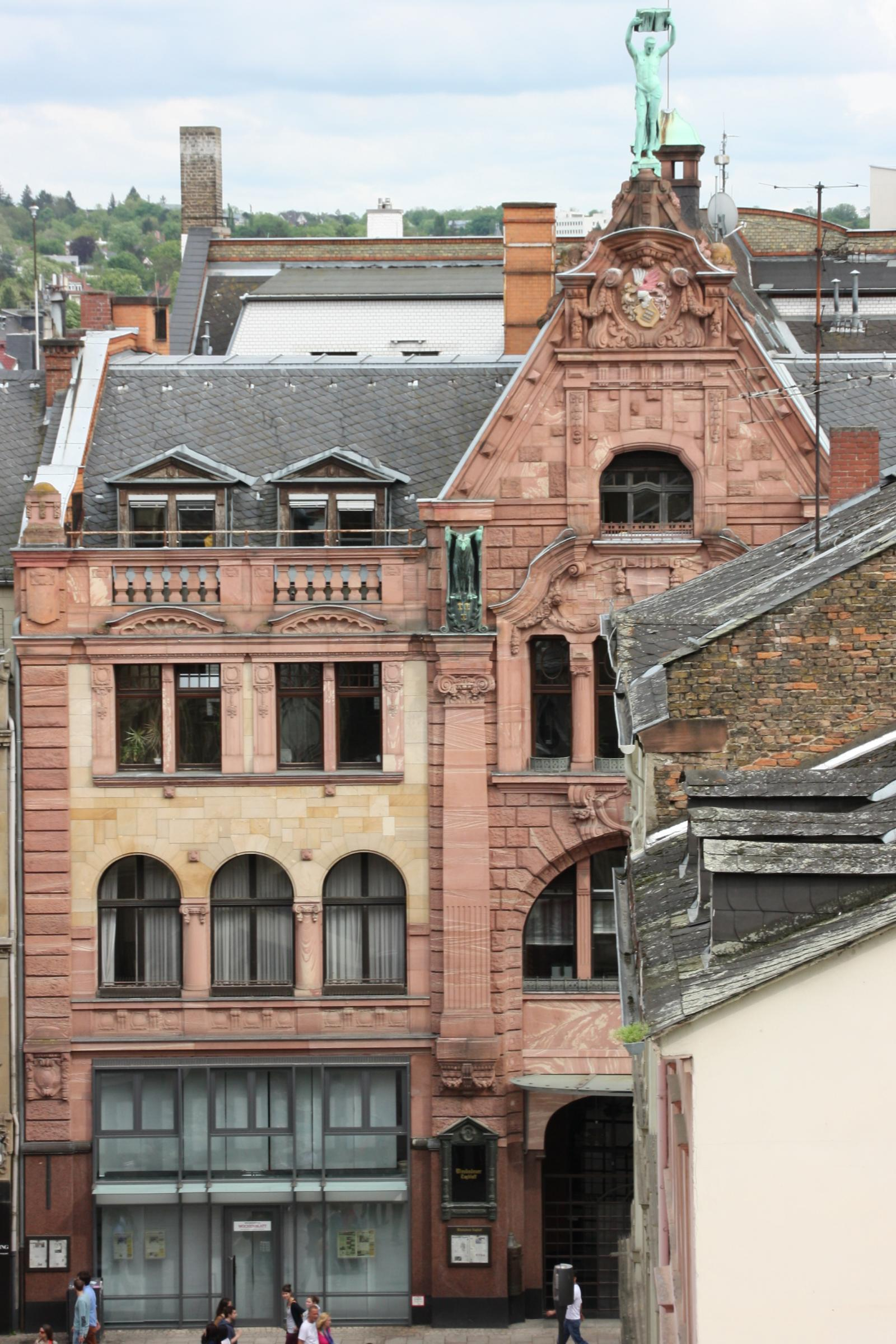
Pressehaus in Wiesbaden (1909)